# خدمة الاختبار والتتبع الوطني الإنجليزي
خدمة الاختبار والتتبع الوطني الإنجليزي برنامج بدأ في مايو 2020 لتتبع مخالطي المصابين بفيروس كورونا والمساعدة في منع انتشاره، ويعد جزءًا من مهمة المعهد الوطني لحماية الصحة، وترأس البارونة ديدو هاردينغ كلًا من المعهد والبرنامج.
توفر الخدمة الصحية الوطنية مراكز مؤقتة لأخذ المسحات من الأفراد، وفحص هذه المسحات في شبكة من المختبرات التي أنشئت حديثًا، وإبلاغ السلطات الصحية بالنتائج، يُطلب من الأشخاص المصابين عزل أنفسهم عن الآخرين ويطلب منهم تقديم تفاصيل عن اتصالاتهم الوثيقة الأخيرة، مع عزل المخالطين.

## خلفية
عملت هيئة الصحة العامة في إنجلترا بالتعاون مع السلطات المحلية على تتبع مخالطي المصابين بفيروس كورونا خلال المراحل المبكرة من الجائحة. تعد هيئة الصحة العامة وكالة تابعة لوزارة الصحة والرعاية الاجتماعية الإنجليزية وليست جزءًا من خدمة الصحة الوطنية. توقفت جهود متابعة المخالطين في 12 مارس 2020 نظرًا لانتشار الفيروس على نطاق واسع بين سكان إنجلترا، وقد تعرض هذا القرار الحكومي لانتقادات كبيرة من المختصين.

## نظرة عامة
تتمثل مهمة الاختبار والتتبع التي أطلقتها خدمة الصحة الوطنية بالعثور على الأشخاص الذين كانوا على اتصال وثيق بالمصابين بفيروس كورونا، ما يسمح برفع قيود الإغلاق الشامل والتحول نحو تدابير أقل تشددًا إن أمكن. وظفت المنظمة فريقًا يتكون من 25000 متتبع اتصال يتواصلون مع الأشخاص الذين ثبتت إصابتهم مؤخرًا بفيروس كورونا ويسألونهم عن تحركاتهم الأخيرة، من أجل تحديد الأشخاص الذين ربما كانوا على اتصال بهم، ثم يُطلب من هؤلاء الأشخاص الدخول في حجر صحي ذاتي لمدة أسبوعين، حصلت المنظمة على أدوات وبرمجيات تتبع الاتصال من شركة سيركو مقابل 108 مليون جنيه إسترليني للمرحلة الأولى من العمل والتي تستمر حتى أواخر أغسطس، أما مركز الاتصال فيعود لشركة سيتل الأمريكية مقابل 84 مليون جنيه إسترليني، بالإضافة لذلك فجميع المعدات والاختبارات حصلت المنظمة عليها من شركات متخصصة، ويشارك في المهمة مجموعة من المستشارين من جنسيات مختلفة لتقديم الدعم اللوجستي. صُممت وحدات الاختبار المتنقلة وشُغلت من قبل الجيش البريطاني في أبريل، وبحلول 20 يوليو كان هناك 218 وحدة قيد التشغيل في إنجلترا وويلز واسكتلندا، ثم أوكلت مهمة الإشراف على الوحدات إلى متعاقدين مدنيين لم يكشف عنهم، أما في أيرلندا الشمالية فقد تسلمت جهات مدنية منذ البداية مهمة الإشراف على وحدات الاختبار المتنقلة.
تتولى شركة ديلويتي الإشراف على مراكز الاختبارات التي تُعالج فيها العينات، وتتولى شركة راندوكس توفير مجموعات الاختبار للاستخدام في المنزل وفي بعض مراكز الاختبار ومعالجتها بموجب عقد بقيمة 133 مليون جنيه إسترليني، وتتعاون مع شركة أمازون من أجل الخدمات اللوجستية، ومع وكالة الائتمان الأمريكية لتوفير خدمات التحقق من الهوية. تمتلك راندوكس مختبرات في أيرلندا الشمالية، ومع ذلك فقد عالجت بعض العينات في مختبرات الولايات المتحدة في شهر مايو بسبب نقص سعة مختبرات الشركة.
تعمل المنظمة جنبًا إلى جنب مع فرق حماية الصحة المحلية التابعة لهيئة الصحة العامة في إنجلترا، والتي تعمل بدورها مع موظفي السلطات المحلية. تتسلم الفرق المحلية الحالات التي تتعلق بالمؤسسات مثل المستشفيات ودور الرعاية والسجون والتي تقدم المشورة للمؤسسات بدلًا من الأفراد، أما الحالات الأقل تعقيدًا فتتولاها خدمة الصحية الوطنية من خلال الاتصال بالشخص المصاب عن طريق الرسائل النصية أو البريد الإلكتروني أو الهاتف، ويطلب منه تقديم تفاصيل عن جهات الاتصال الوثيقة، وإذا لم يستجب المصابون، تقوم المنظمة بتمرير بياناتهم إلى فريق يعمل مع السلطات المحلية، والذي يقوم بمزيد من المحاولات عبر الهاتف أو الرسائل النصية وفي بعض الحالات عن طريق الزيارة المنزلية. يُطلب من المؤسسات التي تتواصل مع المصابين الاحتفاظ ببياناتهم لمدة 21 يومًا، وذلك اعتبارًا من أوائل يوليو 2020، وعلى كل حال فهذا القرار طوعي وليس إلزامي.

### النطاق الجغرافي
يقتصر النطاق الجغرافي لخدمات تتبع الاتصال على إنجلترا فقط، وتقوم الدول الأخرى في المملكة المتحدة بترتيباتها الخاصة. ومع ذلك تعمل شبكة المختبرات التابعة لخدمة الصحة الوطنية في جميع أنحاء المملكة المتحدة.

### مختبرات لايت هاوس
كانت اختبارات العدوى قبل جائحة كوفيد-19 تجرى في إنجلترا في مختبرات تابعة لهيئة الصحة العامة أو لخدمة الصحة الوطنية، وغالبًا ما تتولى خدمة الصحة الوطنية الاختبارات في المستشفيات وتبلغ عن النتائج لوزارة الصحة. عززت الحكومة الإنجليزية في أوائل أبريل 2020 قدرة هذه المختبرات على إجراء اختبارات المرضى وموظفي خدمة الصحة الوطنية واصفة هذه المهمة «بالركيزة الأولى» لاستراتيجية الاختبارات في إنجلترا.
تشمل «الركيزة الثانية» اختبارات جماعية تكون في البداية للعاملين الرئيسيين، وبعد ذلك لعامة الناس، باستخدام شبكة جديدة من مراكز المعالجة الكبيرة التي تديرها الشركات التجارية والجامعات. أنشئت في البداية ثلاثة من هذه المراكز التي تستخدم اختبار تفاعل البوليميراز المتسلسل الذي يستخدم صبغة الفلورسنت للكشف عن الفيروس، وبحلول أغسطس 2020، كانت هناك 5 مراكز داخل الخدمة:
- ألدرلي بارك، بإشراف ميديسين ديسكفري كاتابولت.
- كامبريدج - أسترا زينيكا، بإشراف غلاكسو سميث كلاين وجامعة كامبريدج.
- غلاسكو - جامعة غلاسكو، بدعم من الحكومة الاسكتلندية.
- ميلتون كينز – مركز البيولوجيا البريطاني، بدعم من المعهد الوطني للأبحاث الصحية.
- نيركين إلمير – نيوبورت، بدعم من حكومة ويلز.

ومن المقرر افتتاح معمل بالقرب من لوبورو في مقاطعة ليستر بحلول نهاية سبتمبر، وافتتاح مختبر آخر في نيوبورت.

### تطبيق الهاتف المحمول
صُمم تطبيق جديد للعمل جنبًا إلى جنب مع تطبيق سابق أطلق في منتصف شهر مايو ولكنه أجل لاحقًا بسبب مشاكل فنية أثناء مرحلة الاختبار. سيتيح التطبيق لأولئك الذين كانوا على اتصال وثيق بشخص مصاب بفيروس كورونا التعرف عليهم باستخدام هواتفهم المحمولة، وكانت المعلومات قبل ذلك تُجمع عن طريق استجواب الناس حول تحركاتهم الأخيرة.
غردت النائبة الليبرالية الديمقراطية ديزي كوبر في 28 مايو بعد التأخير في إطلاق التطبيق: أخبرتني ديدو هاردينغ للتو أن التطبيق الذي تحدث عنه رئيس الوزراء قبل أسبوع هو في الواقع مجرد نظام تعقب، ولن يعمل بكامل طاقته حتى نهاية يونيو، أي بعد 4 أسابيع من تخفيف قيود الإغلاق، وهذه إستراتيجية عالية المخاطر.
قال هانكوك ردًا على سؤال في الإحاطة اليومية للحكومة في 11 يونيو أنه غير قادر على تحديد تاريخ لإطلاق التطبيق، موضحًا أنه سيُطلق عندما يكون من المناسب القيام بذلك، وفي 18 يونيو تخلت الحكومة عن تطوير التطبيق لصالح تصميم مختلف من شركة أبل. نشر المزيد من التفاصيل عن التطبيق الثاني في 30 يوليو، وبدأت التجارب العامة للتطبيق في 13 أغسطس، وكان سكان جزيرة وايت ومنطقة لندن بورو في نيوهام وبعض المتطوعين أول من اختبر التطبيق.

## التاريخ
حدد مات هانكوك وزير الصحة والرعاية الاجتماعية تاريخ بدء المهمة في الإحاطة اليومية لحكومة المملكة المتحدة في 23 أبريل، عندما ذكر أن المنظمة ستوظف 18 ألف شخص لتتبع المخالطين، وقد أُطلق على البرنامج في ذلك الوقت اسم «برنامج الاختبار والتتبع»، وفي المؤتمر الصحفي في 4 مايو قال هانكوك إنه يأمل في تطبيق الرنامج بحلول منتصف الشهر، وأن يكون 3000 من المجندين من الطاقم الطبي على رأس عملهم. أبلغ المنظمة أنها تعاقدت مع شركتي سيركو وسيتل لتزويد البرنامج بقرابة 15000 عامل في مراكز الاتصال، والذين سيخضعون لفترة تدريب قصيرة فقط. انتقد هانكوك لعدم الاستفادة من حوالي 5000 عامل في مجال الصحة البيئية يعملون في مؤسسات السلطة المحلية.
عين الوزير هانكوك في 7 مايو البارونة ديدو هاردينغ لقيادة برنامج تتبع جهات الاتصال في إنجلترا، مع الإشراف على تنفيذ البرنامج نفسه، وتطبيق تتبع جهات الاتصال. أعلن هانكوك في 18 مايو أن البرنامج وظف 21000 موف لتتبع المخالطين، وفي 20 مايو أبلغ هانكوك رئيس الوزراء بوريس جونسون أن فريقًا مكونًا من 25000 متتبع للاتصال سيكون جاهزًا لبدء العمل في 1 يونيو. بدأ إطلاق خدمة تتبع جهات الاتصال في إنجلترا في 22 مايو، عندما أعلنت الحكومة إحدى عشرة منطقة تجريبية منها نورفولك التي كانت أول منطقة تطلق فيها الخدمة. أعلنت الحكومة عن حزمة استثمار بقيمة 300 مليون جنيه إسترليني لمساعدة السلطات المحلية في دعم خدمة لصحة الوطنية.

### إطلاق البرنامج
أعلن رئيس وزراء بريطانيا بوريس جونسون في 27 مايو 2020 إطلاق البرنامج في إنجلترا وأسماه مهمة خدمة الصحة الوطنية للمسح والتتبع، وبدأ البرنامج فعليًا في اليوم التالي قبل أن يصبح جاهزًا تمامًا. قدَّر المسؤولون في البداية أن البرنامج سيكون لديه القدرة على تحديد 10000 شخص يوميًا. أدت الأخبار التي تفيد بأن البرنامج سيعمل مبدئيًا بدون تطبيق الهاتف المحمول إلى مخاوف من أن التتبع اليدوي وحده لن يكون فعالًا كفايةً لإبطاء انتشار الفيروس.
بدأ متتبعو الاتصال المهمة في اليوم الأول من خلال الاتصال بـ 2013 شخصًا ثبتت إصابتهم بكوفيد-19 في اليوم السابق. أبلغ بعض الموظفين في البداية عن صعوبات في الوصول إلى النظام، لكن الحكومة البريطانية قالت إنه لم يتعطل وأن المشكلات التي أدت لذلك قد حُلَّت، وفي 28 مايو أبلغت هاردينغ أعضاء البرلمان أن النظام لن يعمل بكامل طاقته على المستوى المحلي حتى نهاية يونيو، وصرح مندوب شركة سيركو أنه يعتقد أنه لن يعمل بشكل كامل حتى سبتمبر.
وصف الوزير هانكوك النظام في 1 يونيو بأنه «قيد التشغيل» ولكنه لم يتمكن من تحديد عدد الحالات التي تواصل الموظفون أو تعاملوا معها، وفي 3 يونيو أفادت القناة الرابعة  الإخبارية أن 4456 مصاب مؤكد بكوفيد-19 مع 4634 مخالط لهم لم يتواصل البرنامج إلا مع 1749 منهم، لكن الحكومة شككت في هذه الأرقام، وفي نفس اليوم ادعى متتبع اتصال في مقابلة مع بي بي سي أنه على الرغم من أنه عمل لمدة 38 ساعة، لم يُطلب منه التحدث إلى أي شخص منذ بدء العمل، وقد أمضى وقته في مشاهدة التلفاز، وردت الحكومة أن قصة هذا الموظف لا تعكس واقع العمل.

### التطور
أعلنت الحكومة عن إعادة تنظيم عناصر تتبع جهات الاتصال في 10 أغسطس، وذلك بعد انتقادات مفادها أن البرنامج لا يستعين بالعناصر المحلية، ما أدى لتقليص عدد المتتبعين في الفرق الوطنية من 18000 إلى 12000 موظف، وسيعمل بعض هؤلاء الموظفين في فرق مرتبطة بالسلطات المحلية في المناطق ذات الانتشار المرتفع للفيروس، ولن يخضع عدد المستشارين المدربين للتغيير. ادعى آندي بورنهام - عمدة مانشستر - في 2 سبتمبر أن الموارد والبيانات من نظام الاختبار والتتبع الوطني لم تُشارك بعد مع السلطات المحلية، وفي وقت سابق أنشأت السلطات المحلية في بلاكبيرن وأولدهام أنظمة محلية تشمل الأطباء العامين ومؤسسات الصحة العامة في إنجلترا وكان الأمر يستغرق ما يصل إلى 96 ساعة لنقل الحالات من النظام الوطني.
كان هناك حوالي 370 مركزًا للاختبار بحلول 21 أغسطس، منها 38  مراكز دخول و236 كانت عبارة عن وحدات اختبار متنقلة، وفي 10 سبتمبر وصل المجموع إلى 400، مع توقع وصوله إلى 500 بحلول نهاية أكتوبر.

### إعادة هيكلة في أغسطس 2020
أعلن الوزير هانكوك في 18 أغسطس عن إنشاء المعهد الوطني لحماية الصحة من خلال الجمع بين مهمة الاختبار والتتبع الوطنية ومجموعات التتبع التابعة لوزارة الصحة العامة في إنجلترا، وتولت البارونة هاردينغ رئاسة الهيئة الجديدة مؤقتًا.

## الأشخاص الرئيسيون
ترأست البارونة ديدو هاردينغ برنامج الاختبار والتتبع الوطني منذ تشكيله، وعُيِّن توم ريوردان لقيادة برنامج تتبع المخالطين لمدة ثلاثة أشهر اعتبارًا من منتصف مايو 2020 إلى جانب دوره كرئيس تنفيذي لمجلس مدينة ليدز، وعُينت سارة جين مارش الرئيسة التنفيذية لمؤسسة برمنغهام تراست لقيادة برنامج الاختبارات، وشغلت سوزان هوبكنز مديرة خدمة الأمراض المعدية الوطنية في إنجلترا منصب كبير المستشارين الطبيين للبرنامج اعتبارًا من سبتمبر 2020.

## المخاوف حول قدرة الاختبارات
كانت مختبرات لايت هاوس بحلول أواخر أغسطس 2020 مثقلة بالأعباء وغير قادرة على استيعاب العدد الكبير من الاختبارات، وسعت للحصول على المساعدة من مختبرات وزارة الصحة. أدت الزيادة السريعة في عدد إصابات كوفيد-19 في أوائل سبتمبر إلى زيادة الطلب على الاختبارات في بعض المناطق ما تسبب في تأخير تحقيق أهداف البرنامج، وفي بعض الحالات طُلب من الأشخاص السفر لمسافات أطول لإجراء الاختبارات.
استقالت رئيسة برنامج الاختبار سارة جين مارش من منصبها في 8 سبتمبر 2020، قائلة إن نقطة الضعف في البرنامج كانت معالجة الاختبارات وتحليلها، وفي اليوم التالي نُقل عن كبير مديري الصحة العامة قوله «لست مهتمًا بهذا الاعتذار، أريدهم أن يرفعوا أيديهم ويحلوا هذه الفوضى أو يسلموها إلينا».
أشار الوزير هانكوك في تعليقه على نفس القضية إلى أن سبب عدم قدرة الأشخاص على حجز مواعيد الاختبارات هو أن عدد الاختبارات التي يحجزها أشخاص غير مؤهلين لإجراء الاختبارات قد ارتفع بنحو 25%، وقال: لقد شهدنا زيادة في الطلب بما في ذلك من أشخاص غير مؤهلين للاختبارات، والأشخاص الذين ليس لديهم أعراض.
أفادت صحيفة إندبندنت في منتصف سبتمبر أن مختبرات لايت هاوس كانت مزودة جزئيًا بفنيين جامعيين وطلاب، عادوا في تلك الفترة إلى جامعاتهم، بالإضافة لذلك كانت هناك أيضًا صعوبات لوجستية في نقل عينات الاختبار. وصف تقرير صادر عن صحيفة غاردين مراكز الاختبار بأنها خالية من أي شخص، وفيها موظفون محبطون بسبب عدم السماح لهم باختبار أشخاص يأتون من أماكن قريبة دون موعد أو حجز سابق.
أظهر التحليل الذي أجرته شبكة سكاي نيوز في 17 سبتمبر ثلاثة عوامل تسبب في إجهاد النظام: حجز 100 ألف اختبار يوميًا (50% من قدرة المختبرات) للمقيمين في دور الرعاية والموظفين، زيادة الطلب على الاختبارات من المدارس، وعودة ظهور الوباء في وقت أبكر مما كان متوقعًا في أكتوبر أو نوفمبر. خططت المنظمة لإجراء 500 ألف اختبار يوميًا في نهاية أكتوبر بمساعدة مختبرات جديدة تابعة لشركة لايت هاوس.

## إحصائيات تتبع المخالطين
تنشر وزارة الصحة والرعاية الاجتماعية إحصائيات أسبوعية دورية عن تتبع المخالطين. تشمل الأرقام المنشورة الحالات المعقدة التي عالجتها فرق الصحة المحلية وتلك التي تعامل معها البرنامج عبر الإنترنت ومن قبل مراكز الاتصال. ذكر تقرير الأسبوع الأول أن عددًا كبيرًا من الاتصالات تولتها الفرق المحلية.
انخفضت نسبة المخالطين التي وصل إليها موظفو البرنامج بحلول نهاية يوليو، ويُعتقد أن ذلك يرجع أساسًا إلى انخفاض عدد الحالات المعقدة التي تتعامل معها الفرق المحلية، فمن بين 3688 حالة تعاملت معها الفرق المحلية في آخر أسبوع من يوليو صُنفت 7% منها فقط على أنها معقدة، وبعد تحديد المخالطين الوثيقين وصل البرنامج إلى 93% من الحالات المعقدة و61% من الحالات غير المعقدة. قالت ديدو هاردينغ أن برنامج الاختبار والتتبع بحيث نصل باستمرار إلى غالبية الأشخاص الذين ثبتت إصابتهم مع جميع مخالطيهم.

## توصيات

### التضليل
أثار أفراد من عامة الناس ووسائل الإعلام مخاوف بشأن كيف يمكن لشخص يتلقى مكالمة من متتبع جهات الاتصال التأكد من أنها ليست عملية احتيال، وقد أقرت الدكتورة جيني هاريز نائبة كبير المسؤولين الطبيين في إنجلترا في حديثها خلال الإحاطة اليومية لحكومة المملكة المتحدة بشأن فيروس كورونا في 31 مايو هذه المخاوف، لكنها قالت إنه سيتوضح سريعًا أن المكالمة جاءت من محترف وليس من محتال، عندما يتصل بك شخص ما فهؤلاء أفراد مدربون تدريبًا مهنيًا ويشرف عليهم مجموعة من كبار المتخصصين.

### حماية البيانات
أثيرت مخاوف أيضًا بشأن أمن البيانات وحمايتها. لم يكن البرنامج عند إطلاقه يحتوي على تقييم لموضوع حماية البيانات، وهو الأمر الذي يقتضيه القانون. ورد في يوليو أن بعض العاملين بعقود يشاركون معلومات المرضى السرية على مجموعات في وسائل التواصل الاجتماعي بسبب نقص الوسائل البديلة لحل المشكلات داخل فرقهم، وفي 20 يوليو ادعى نشطاء الخصوصية في مجموعة الحقوق المفتوحة أن خدمة الاختبار والتتبع الوطنية تخرق القوانين واللوائح العامة لحماية البيانات لأنه يمكن مشاركة المعلومات الحساسة مع طرف ثالث. أقرت حكومة المملكة المتحدة بأن تقييم هذا الأمر وتأثيره على خصوصية البيانات لا يمكن إجراؤه قبل إطلاق البرنامج، ولا يوجد أي دليل على مشاركة البيانات مع طرف ثالث.

### الفعالية
كتب الأكاديمي الطبي البروفيسور أليسون بولوك في يوليو 2020 أن البرنامج أبعد ما يكون عن التكامل أو الفعالية، ودعا الحكومة إلى نشر تفاصيل عقودها مع شركات المقاولة.

### استطلاع رأي الجمعية الطبية البريطانية
استطلعت الجمعية الطبية البريطانية رأي 8190 طبيبًا وطالب طب في إنجلترا عن مخاوفهم بشأن جائحة كوفيد-19، ونشرت النتائج في 14 سبتمبر 2020.
توقع 86% من المشاركين حدوث ذروة ثانية من الوباء، وشكل ذلك مصدر قلق 30% منهم. وافق 89% من المشاركين على أن فشل خدمة الاختبار والتتبع ستنطوي على خطر التسبب في ذروة ثانية.

### مقارنات دولية
تحتفظ دول العالم المختلفة بسجلات المصابين بطرق متباينة، ومع ذلك فقد لاحظ فريق أبحاث جامعة أكسفورد أن بريطانيا من بين أكثر دول العالم إجراء لاختبارات فيروس كورونا، فبحلول 14 سبتمبر 2020 كانت بريطانيا قد أجرت 2.76 اختبارًا لكل 1000 شخص، وهو معدل متقدم على معظم دول العالم بما في ذلك الدول الأوروبية الرئيسية: بلجيكا (2.3)، روسيا (2.1)، فرنسا (2.07)، أيرلندا (2.07)، النرويج (2.03)، ألمانيا (1.79)، السويد (1.78)، إسبانيا (1.77)، سويسرا (1.42)، هولندا (1.36)، النمسا (1.35)، إيطاليا (0.91)، وبولندا (0.46).

## خدمات الاختبار والتعقب في دول المملكة المتحدة الأخرى
تعد خدمة الاختبار والتعقب الإنجليزية برنامجًا وطنيًا ولن تشمل البلدان الأخرى في المملكة المتحدة. أصبحت أيرلندا الشمالية أول دولة في المملكة المتحدة تنشأ برنامجًا لتتبع المخالطين، وذلك عندما أعلن مايكل ماكبرايد كبير المسؤولين الطبيين في 23 أبريل أن البرنامج نشط في أيرلندا الشمالية، وبعد بداية تجريبية أصبح البرنامج يعمل بكامل طاقته في أيرلندا الشمالية يوم الاثنين 18 مايو، وفي 23 يوليو أكدت وزارة الصحة في أيرلندا الشمالية إطلاق تطبيق على الهاتف المحمول لتتبع المخالطين اعتبارًا من 29 يوليو. كانت أيرلندا الشمالية أول دولة في المملكة المتحدة تطلق تطبيقًا على الهاتف المحمول لتتبع المخالطين في 30 يوليو. يعمل التطبيق على كل من أنظمة أندرويد وآي أو إس، لكن الشركة التي طورت التطبيق قالت إنه لن يعمل على أجهزة آيفون 6 والأجهزة الأقدم.
أقرت الحكومة الاسكتلندية خططًا للاختبار والتتبع في 26 مايو، أطلقت الخدمة في 28 مايو بعد فترة وجيزة من إطلاق خدمة الاختبارات والتتبع الإنجليزية الوطنية، وأُطلق تطبيق مرافق على الهاتف المحمول في أسكتلندا في 10 سبتمبر.
بدأت حكومة ويلز خطة تجريبية في بعض المناطق في 18 مايو، وفي 27 مايو أعلنت ويلز أن خدمة تعقب المخالطين الخاصة بها ستبدأ في 1 يونيو.